# Doniawerstal
Doniawerstal (Fries: Doanjewerstâl) is een voormalige Nederlandse gemeente in het zuiden van de provincie Friesland. De gemeente heeft bestaan tot 1984. Hoewel Sint Nicolaasga de meeste inwoners had, was de hoofdplaats van Doniawerstal het veel kleinere Langweer.
Na de gemeentelijke herindeling op 1 januari 1984 is Doniawerstal samen met de gemeente Haskerland opgegaan in nieuwe gemeente Skarsterlân. Alleen een klein deel ten westen van het Koevordermeer met Koufurderrige is toegevoegd aan de gemeente Wymbritseradeel.

## Plaatsen
De gemeente Doniawerstal bevatte in 1983 zeventien dorpen. De hoofdplaats was Langweer. De Nederlandse namen waren de officiële. De plaatsnaamborden in de gemeente waren tweetalig met de Nederlandse naam boven de Friese.
Aantal inwoners per woonkern op 1 januari 1983:
| Nederlandse naam | Friese naam   | Inwoners |
| ---------------- | ------------- | -------- |
| Sint Nicolaasga  | Sint Nyk      | 2823     |
| Langweer         | Langwar       | 884      |
| Scharsterbrug    | Skarsterbrêge | 646      |
| Idskenhuizen     | Jiskenhuzen   | 397      |
| Tjerkgaast       | Tsjerkgaast   | 380      |
| Broek            | De Broek      | 243      |
| Ouwsterhaule     | Ousterhaule   | 228      |
| Goingarijp       | Goaiïngaryp   | 142      |
| Koufurderrige    | Koufurderrige | 106      |
| Boornzwaag       | Boarnsweach   | 97       |
| Doniaga          | Dunegea       | 91       |
| Oldeouwer        | Alde Ouwer    | 91       |
| Ouwster-Nijega   | Ousternijegea | 85       |
| Dijken           | Diken         | 53       |
| Legemeer         | Legemar       | 46       |
| Teroele          | Teroele       | 31       |

Bron: Provincie Friesland
Een aantal buurtschappen in de gemeente waren: Ballingbuur, Boornzwaag over de Wielen, Finkeburen, De Rijlst en Spannenburg.

## Aangrenzende gemeenten
| Aangrenzende gemeenten | Aangrenzende gemeenten | Aangrenzende gemeenten | Aangrenzende gemeenten | Aangrenzende gemeenten |
| ---------------------- | ---------------------- | ---------------------- | ---------------------- | ---------------------- |
|                        |                        | Rauwerderhem           |                        | Utingeradeel           |
|                        |                        |                        |                        |                        |
| Wymbritseradeel        | Haskerland             |                        |                        |                        |
|                        |                        |                        |                        |                        |
| Gaasterland Sloten     |                        | Lemsterland            |                        |                        |